# Dionisiac
Dionisiac (din greacă dionysiakos prin franceză dionysiaque) este un adjectiv care provine de la numele „zeului pelasgo-thrac al viei, vinurilor și orgiilor“, Dionis (grecizat: Dionysos) + suf. -(i)ac, echivalentul grec al zeului roman Bacchus.
Festivitățile ținute în cinstea lui Dionis, numite „misterele dionisiace”, „serbările dionisiace” sau „dionisii”, urmăreau eliberarea de inhibiții și constrângeri sociale, revenirea, cel puțin pentru o vreme, la o stare mai aproape de natură. Au fost modelul pentru festivitățile romane ținute în cinstea lui Bacchus, denumite Bacchanalia.
Termenul „dionisiac” a fost folosit de Nietzsche pentru a denumi o atitudine afectivă, care exprimă impulsurile iraționale ale vieții, extatice, proprii inspirației, entuziasmului, care exprimă stări pasionale, zbucium sufletesc etc. , prin opoziție cu apolinic.
Dicționarul de termeni literari, din 1976, definește termenul „dionisiac” ca pe «spargerea echilibrului, lipsa de formă, răscolirea instinctelor», «stările paradoxale, bețiile / orgiile, violența domnind peste rațiune etc.».

## Legături externe
- „dionisiac” la DEX online